# 博伊策
博伊策是德国下萨克森州的一个市镇。总面积25.41平方公里，总人口395人，其中男性197人，女性198人（2011年12月31日），人口密度16人/平方公里。